# Waly Salomão
Waly Dias Salomão (Jequié, 3 de setembro de 1943 – Rio de Janeiro, 5 de maio de 2003) foi um poeta brasileiro.

## Biografia

Waly Salomão e Luciano Figueiredo.

Era o quinto de sete filhos de um imigrante sírio com uma sertaneja. Formou-se em Direito pela Universidade Federal da Bahia em 1967, mas nunca exerceu a profissão. Cursou a Escola de Teatro da mesma universidade (1963-1964) e estudou inglês na Columbia University, Nova York  (1974-1975). Na década de 1960, participou do movimento tropicalista. Foi também uma figura importante da contracultura no Brasil, nos anos 1970. Atuou em diversas áreas da cultura brasileira. Seu primeiro livro foi Me segura qu'eu vou dar um troço, de 1972. Em 1997, ganhou o Prêmio Jabuti de Literatura com o livro de poesia Algaravias. Seu último livro foi Pescados Vivos, publicado em 2004, após sua morte. 
Foi letrista de canções de sucesso, como Vapor Barato, em parceria com Jards Macalé. Amigo do poeta Torquato Neto, editou seu único livro, Os Últimos Dias de Paupéria, lançado postumamente. Suas canções foram interpretadas por Maria Bethânia, Caetano Veloso, Adriana Calcanhotto, Gal Costa e O Rappa, entre outros. 
Nos anos 1990, Waly Salomão produziu dois trabalhos de Cássia Eller: Veneno AntiMonotonia (1997) e Veneno Vivo (1998).
Trabalhou no Ministério da Cultura, como Secretário Nacional do Livro, na gestão de Gilberto Gil, no início de seu mandato. Uma de suas propostas era a inclusão de um livro na cesta básica.
Em 2003, atuou como personagem principal no filme Gregório de Matos sob a direção de Ana Carolina. O filme narra a vida do poeta Gregório de Matos, na Bahia século XVII. Com sua obra, o poeta anuncia o perfil tenso e dividido do povo brasileiro e satiriza os poderosos da época, que passam a combatê-lo até transformar sua vida em um verdadeiro inferno.
Morreu em 5 de maio de 2003, vítima de um tumor no intestino.
Em 2010, recebeu homenagem do Grupo Cultural AfroReggae, do qual foi coordenador executivo ao lado do idealizador do projeto José Junior. A sede do Grupo, que passou por reforma e se tornou um prédio de quatro andares, com salas de dança, música, dois estúdios, aulas e oficinas gratuitas, foi batizado como Centro Cultural Waly Salomão. Um amante das favelas, ele ensinou como quebrar paradigmas, preconceitos e dizia que o AfroReggae era um cardume do qual ele fazia parte.

## Obras
- Me segura qu'eu vou dar um troço (1972) -  como Waly Sailormoon;
- Do lado de dentro (1982);
- Gigolô de bibelôs, ou, Surrupiador de souvenirs, ou, Defeito de fábrica (1983);
- Armarinho de miudezas (1993);
- Algaravias: câmara de ecos (1996);
- Hélio Oiticica : qual é o parangolé? e outros escritos (1996);
- Lábia (1998);
- Tarifa de embarque (2000);
- O Mel do Melhor (2001);
- Pescados vivos (póstumo, 2004);
- Armarinho de miudezas (póstumo, 2005);
- Babilaques : alguns cristais clivados (póstumo, 2007);
- Poesia total (póstumo, 2014)